# فيتكويك
فيتكويك (بالإنجليزية: Vetkoek)‏ هو خبز تقليدي من جنوب إفريقيا، وهو مشابه لكعكة جوني الكاريبي، والأوليبول الهولندي، والسوبيبيل المكسيكي. ويعرف أيضا باسم خوسا وزولو اقرينيا.
كلمة فيتكويك تعني حرفيا «كعكة الدهون» في اللغة الأفريكانية، وهو يشبه دونات ولكن بدون ثقب، ويعد وجبة شهيرة في جنوب إفريقيا وغالبًا ما يحشى فيتكويك بالكاري المفروم.
يباع بشكل شائع في المطاعم والمهرجانات والفعاليات الثقافية الإفريقية، ويبعه أيضا مجموعة واسعة من الشركات التجارية الصغيرة والباعة المتجولين في صفوف سيارات الأجرة والباعة على جانب الطريق ومحلات الوجبات السريعة المنتشرة في جميع أنحاء جنوب أفريقيا وناميبيا وبوتسوانا.